# Ряснянський цвинтар
Ряснянський цви́нтар — цвинтар сучасного Львова.
Ряснянський цвинтар, розташований в північно-західній частині Львова у мікрорайоні Рясне (Шевченківський район), поряд з Храмом Святих апостолів Петра і Павла (колись УГКЦ, тепер лефевристи-ковпаківці[джерело?]). Площа цвинтарю складає 5,8 га.
Цвинтарем опікується ГО «Пам'ять».
Станом на 2007 р., ряснянський цвинтар є одним з трьох львівських цвинтарів, які відкриті для поховань.